# Autocostruzioni S.D.
Autocostruzioni S.D. (anfänglich: Autofficina Salvatore Diomante) ist ein italienisches Karosseriebauunternehmen, das Prototypen und Kleinstserien herstellt, Serienfahrzeuge umbaut und klassische Automobile restauriert. In der Klassikerszene ist der Betrieb vornehmlich als Diomante bekannt. Das Unternehmen gilt als Spezialist für Bizzarrini.

## Unternehmensgeschichte
Autocostruzioni S.D. wurde 1968 von Salvatore Diomante gegründet. Die Initialen des Gründers finden sich in der Unternehmensbezeichnung wieder.
Der gebürtige Sizilianer Salvatore Diomante ist seit den 1950er-Jahren in der Automobilbranche beschäftigt. Nach Tätigkeiten für die Turiner Karosseriebaubetriebe Armandonico und Carel gründete er zusammen mit Licinio Bonifaci das Unternehmen Carbondio, das für Kleinserienhersteller wie Giannini, Intermeccanica und Scioneri die Karosserien diverser Autos komplettierte. Außerdem baute Carbondio mehrere Prototypen auf.
Seit 1966 war Carbondio eng mit Bizzarrini verbunden. Salvatore Diomante übernahm nach und nach die Produktionsleitung bei Bizzarrini, zugleich führte Carbondio die Komplettierung vieler Bizzarrini GT 5300 durch und baute auch die Serienexemplare des P 538 auf. Die Arbeitsprozesse bei Bizzarrini in Livorno und bei Carbondio in Turin gingen zuletzt ineinander über.
Als Bizzarrini 1968 zahlungsunfähig wurde, kam auch das Ende für Carbondio. Salvatore Diomante übernahm im Insolvenzverfahren das gesamte Material von Automobili Bizzarrini, darunter alle Ersatzteile sowie mehrere unfertige Chassis. Während Carbondio aufgelöst wurde, etablierte Diomante 1968 in Livorno das Unternehmen Autofficina Salvatore Diomante, das in Bizzarrinis ehemaligen Werksanlagen operierte und für etwa eineinhalb Jahre in sehr geringem Umfang die Produktion von Bizzarrini-Sportwagen fortsetzte. 1969 firmierte Diomante das Unternehmen in Autocostruzioni S.D. um und verlagerte es in den Turiner Vorort Moncalieri; einige Jahre später erfolgte der Wechsel nach Nichelino, wo es noch immer ansässig ist.
In den frühen 1970er-Jahren entwickelte Giotto Bizzarrini als Berater für Autocostruzioni S.D. einige weitere Sportwagenkonzepte, die allerdings keine Investoren fanden und nicht realisiert wurden. 1973 verlagerte Diomante den Tätigkeitsschwerpunkt seines Unternehmens auf die Wartung und Betreuung von Bizzarrini-Sportwagen. Wegen seiner Beteiligung am Aufbau vieler Autos gilt Diomante als der erfahrenste Bizzarrini-Spezialist. Deshalb und wegen seiner Zugriffsmöglichkeiten auf das Originalmaterial wurde er bald zur bevorzugten Anlaufstelle für die Eigentümer klassischer Bizzarrini. Neben der Betreuung echter Bizzarrini fertigte S.D. mindestens zwei Jahrzehnte lang auch Nachbauten klassischer Rennwagen der Marke, deren Dokumentation nicht immer zweifelsfrei ist. Deshalb wird Diomantes Rolle in der Klassikerszene auch kritisch gesehen.
Seit Mitte der 1970er-Jahre expandierte das Unternehmen in zahlreiche andere Bereiche. So fertigte S.D. verlängerte Limousinen in Kleinserie, außerdem entstehen Prototypen und Umbauten von Serienmodellen. Ein weiteres Geschäftsfeld ist die Restaurierung von Sportwagenklassikern.

## Tätigkeitsfelder

### Bizzarrini

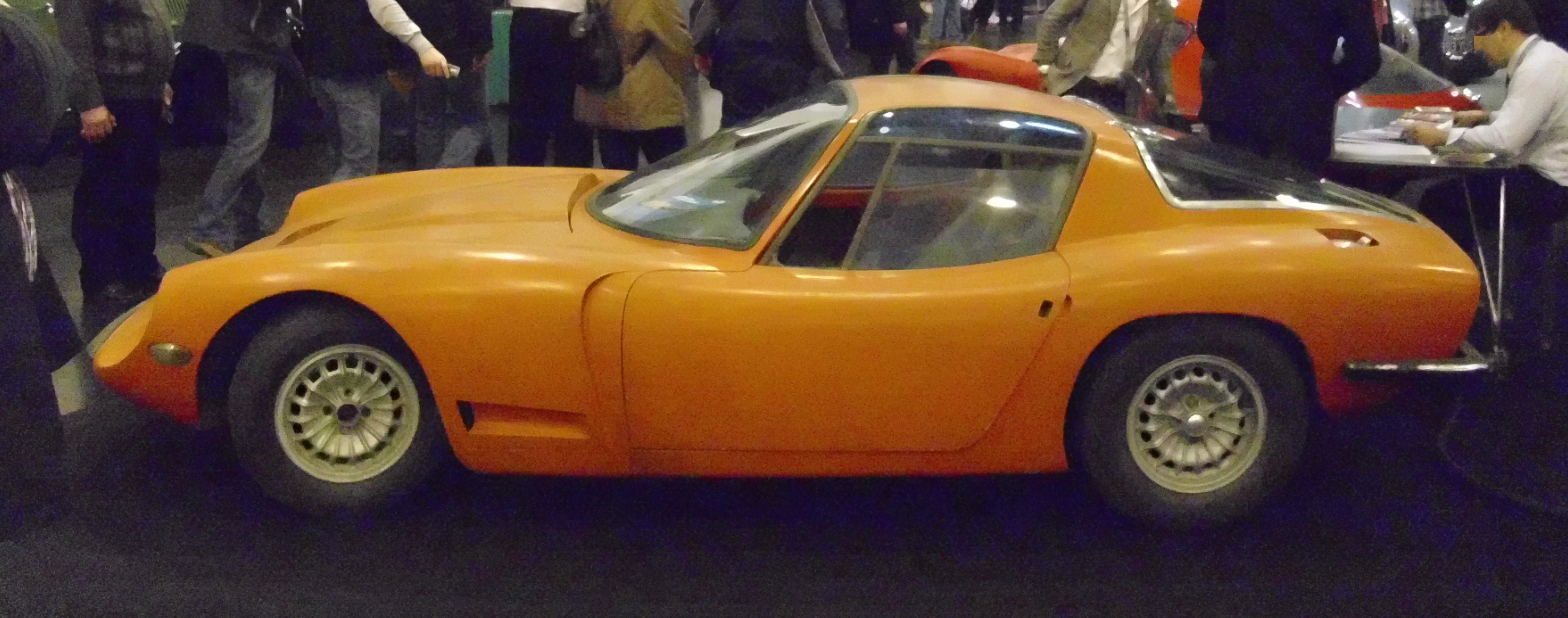
„Baby-Bizzarrini“ 1900 GT Europa

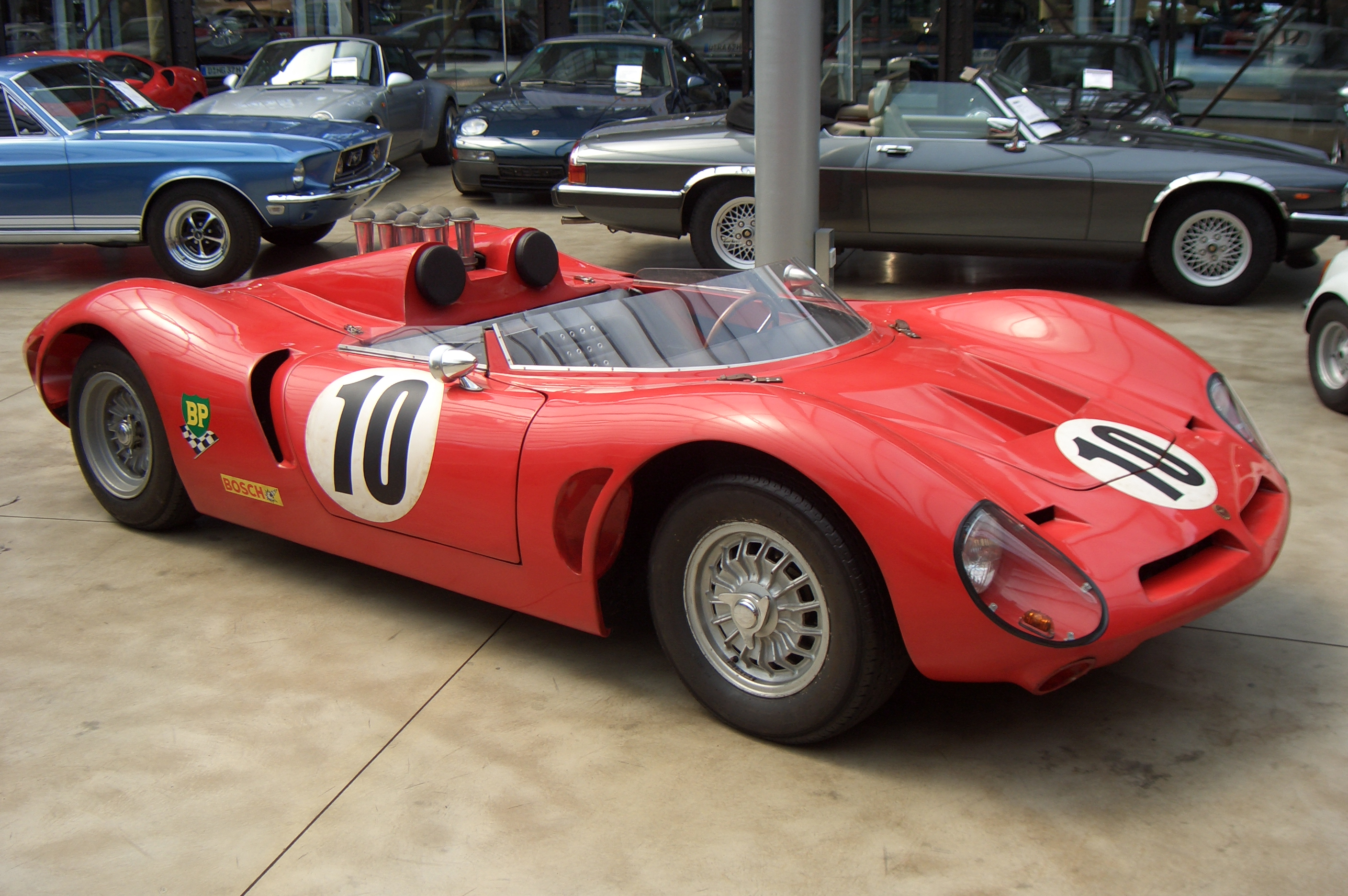
SD-Nachbau eines Bizzarrini P 538 von 1976

Carbondio und Autocostruzioni S.D. bauten 1968 auch alle Bizzarrini 1900 GT Europa, den Giotto Bizzarrini und Salvatore Diomante im Auftrag von General Motors entwickelt hatten und der als konzeptioneller Vorläufer des Opel GT gilt. 1970 entstanden bei S.D. alle Exemplare des von Giotto Bizzarini konstruierten AMC AMX/3, der zeitweise auch als Bizzarrini Sciabola bezeichnet wurde.
Seit der Insolvenz Bizzarrinis Ende 1968 wartet und restauriert Autocostruzioni S.D. Bizzarrini-Modelle. Das betrifft vor allem den Sportwagen GT 5300. Das Unternehmen fertigt Karosserieteile nach Originalvorlagen an und verfügt über ein umfangreiches Ersatzteillager. S.D. gilt als einer der erfahrensten Fachbetriebe in diesem Bereich.
Eine Besonderheit ist der Rennwagen Bizzarrini P 538. Salvatore Diomante war ab 1966 wesentlich an der Entstehung der vier oder fünf Originalfahrzeuge beteiligt. Sein Betrieb Carbondio baute mindestens ein Wettbewerbsfahrzeug auf, konstruierte 1967 die Karosserie für das Chassis 004 (Duca d’Aosta) und baute 1968 im Auftrag von Giorgio Giugiaro das Chassis 003 zum Bizzarrini Manta um. In der Klassikerszene besteht weitgehend Einigkeit darüber, dass Diomante in den 1970er- und 1980er-Jahren außerdem mindestens ein halbes Dutzend Nachbauten des P 538 herstellte, von denen Giotto Bizzarrini die meisten ungeachtet ihrer späten Komplettierung als Originalfahrzeuge anerkannte. Die Echtheit wird üblicherweise damit begründet, dass in ihnen technische Komponenten verbaut wurden, die Bizzarrini noch vor der Insolvenz 1968 hergestellt hatte. Anfänglich bezog sich das auf komplette Fahrgestelle, später bezog sich die Originalität auf Rahmenteile oder auf Komponenten, die Diomante mit „Originalwerkzeugen“ nach Bizzarrinis Plänen nachfertigte. Die ersten vier Nachbauten halten sich äußerlich und technisch weitgehend an das Originalmodell; spätere Fahrzeuge weichen teilweise deutlich davon ab und verwenden beispielsweise markenfremde Technik von De Tomaso oder Porsche. Das gilt insbesondere für die sogenannten Morelli-Autos, die in der zweiten Hälfte der 1970er-Jahre entstanden.

### Umbauten
In den 1970er- und 1980er-Jahren baute S.D. in kleinen Serien verlängerte Versionen verschiedener italienischer Limousinen und nahm eine Riehe weiterer Umbauten vor.

#### Fiat 131 Diplomatic
Ab 1976 entstanden Langversionen des Fiat 131, die unter den Bezeichnungen Diplomatic oder Allungata verkauft wurden. Die hinteren Türen waren verlängert. Die Autos wurden in erster Linie als Taxis eingesetzt.

#### Maserati-Limousine Diomante
1986 präsentierte S.D. eine Langlimousine auf der Basis des Maserati Quattroporte III, die als fahrbarer Konferenzraum gedacht war. Der Radstand wurde um 650 mm verlängert; zugleich wurde die Dachlinie um 20 mm angehoben. Die vorderen und hinteren Türen blieben unverändert. S.D. fügte in der Mitte Distanzbleche ein. Der Innenraum wurde neu gestaltet. Der rechte Vordersitz kann um 180 Grad gedreht werden, sodass sich der Beifahrer den Passagieren auf den Rücksitzen zuwenden kann. SD setzte damit eine Idee um, die der Designer Giorgio Giugiaro bereits ein Jahrzehnt vorher im Showcar Maserati Medici gezeigt hatte. Die Sitzbezüge und Holzeinlagen weichen vom Serienmodell ab. In die Seiten der hinteren Türen sind klappbare Schreibtischflächen eingelassen. Diese Idee übernahm Maserati für die Serienversion des Royale, der 1986 den Quattroporte III ablöste. Weitere Besonderheiten der Limousine waren eine Videoanlage und ein Stereosystem, die an den Rückseiten der Vordersitze installiert waren. Diomante baute „eine Handvoll“ dieser Limousinen; ihr Preis lag bei 210 Mio. Lire.

#### Lamborghini

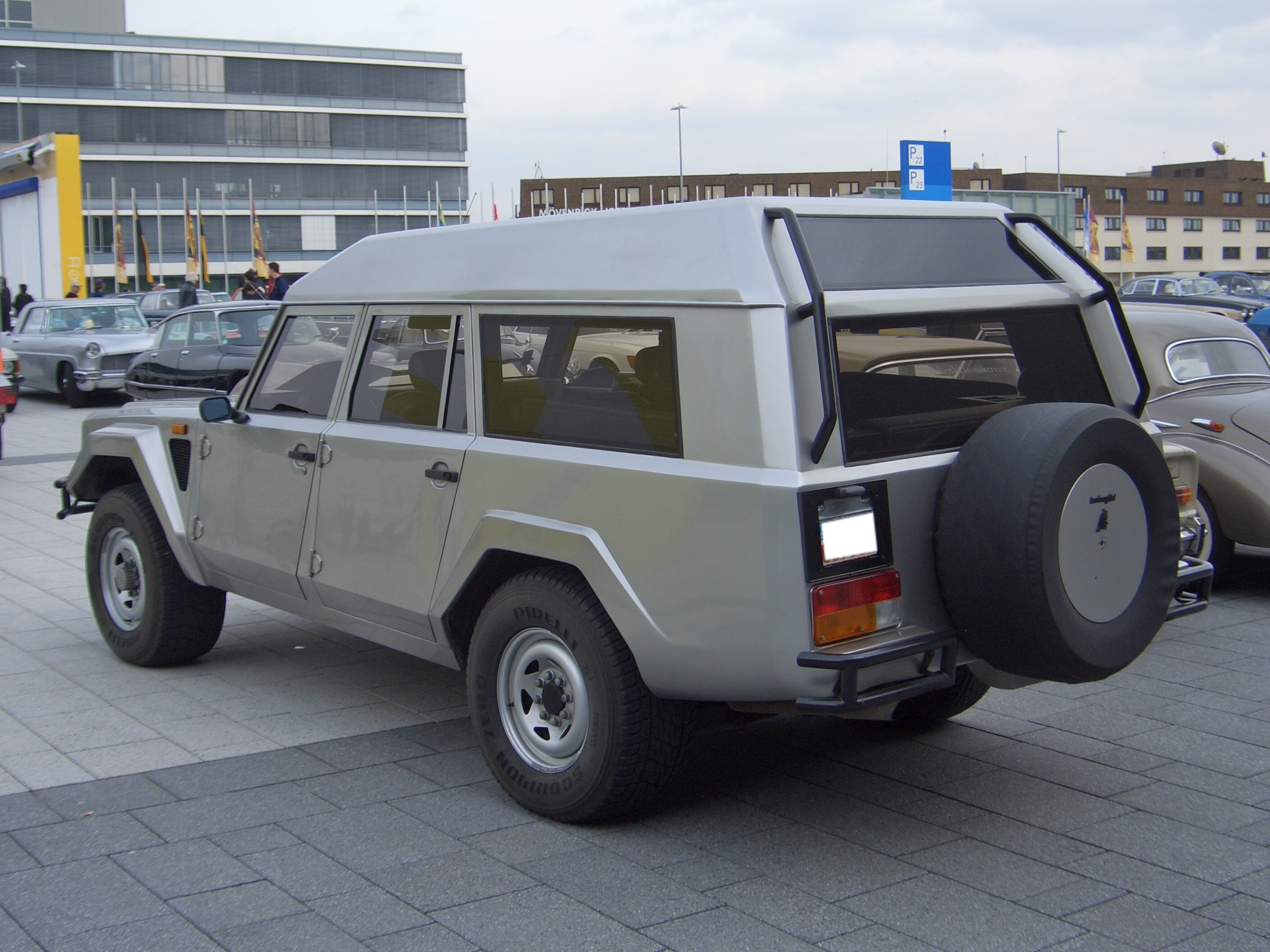
Kombiaufbau für den Lamborghini LM002

Diomante konstruierte im Auftrag saudi-arabischer Kunden mehrere Umbauten von Lamborghinis Geländewagen LM002. Dazu gehören eine zweitürige Pickup-Version mit langer Ladefläche und eine Kombivariante. Der Kombi hat ein erhöhtes Dach und einen verlängerten hinteren Überhang. Hinter der Hinterachse befinden sich drei U-förmig angeordnete Sitzbänke, die insgesamt drei Passagieren Platz bieten, sodass der Wagen einschließlich Fahrer und Beifahrer insgesamt acht Personen befördern kann. Das Leergewicht liegt mit 3100 kg etwa eine halbe Tonne über dem des serienmäßigen LM002. Dieses Modell entstand im Auftrag des Sultans von Brunei. Später übernahm Bernd Pischetsrieder, der damalige Vorstandsvorsitzende des Volkswagen-Konzerns, das Auto und ließ es 2004 in Deutschland auf seinen Namen zu.

#### Rolls-Royce
Außerdem entstehen Umbauten auf der Basis verschiedener Rolls-Royce-Modelle. Im Laufe der Zeit wurden bei Diomante mehrere Silver Spirit in unterschiedlichem Maße verlängert. Die Langlimousinen erhielten einen aufgewerteten Innenraum mit Fernsehgeräten und einer Minibar. Mindestens zwei Silver Spirit mit serienmäßigem Radstand wurden für arabische Kunden zu viertürigen Cabriolets umgebaut. Im Auftrag des italienischen Verlegers Dino Fabbri baute S.D. in den frühen 1980er-Jahren eine Cabriolet-Version des Rolls-Royce Camargue, die zudem durch einige äußere Details – unter anderem durch Rückleuchten des Audi 80 B2 – verfremdet wurde.

### Prototypenbau

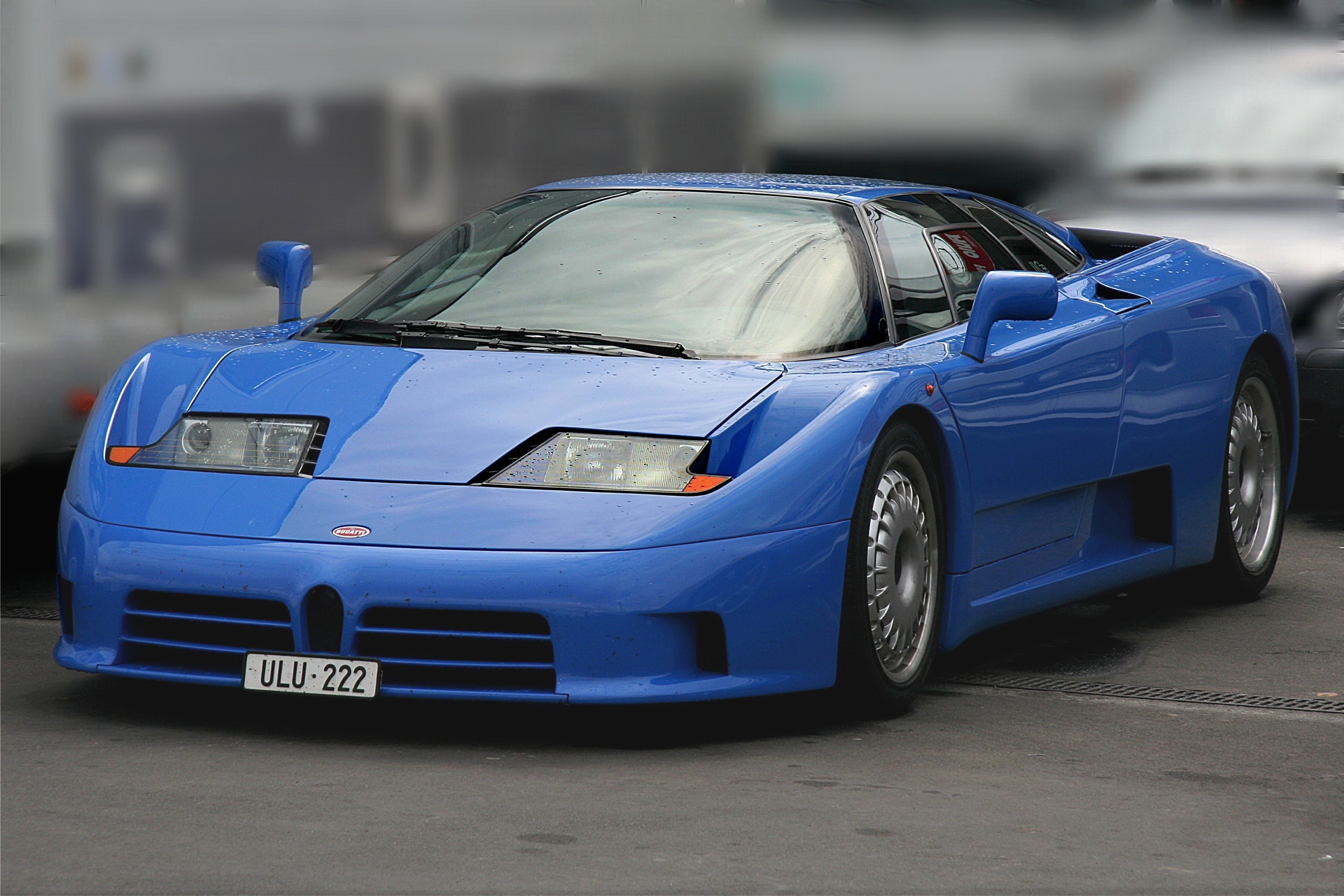
Bugatti EB110

Seit der Gründung des Unternehmens ist der Prototypenbau ein wesentliches Geschäftsfeld von S.D. In den 1990er-Jahren entstanden bei S.D. die Prototypen des De Tomaso Bigua, der später als Qvale Mangusta in Kleinserie produziert wurde, sowie des De Tomaso Guarà und des De Tomaso Pantera Concept 2000. Diomante konstruierte und baute auch den Prototyp des Bugatti EB110.

### Restauration
Diomante restauriert im Kundenauftrag klassische Automobile. Zu den bearbeiteten Fahrzeugen gehören Vorkriegsautos wie die Bugatti T57 oder ein Fiat 514, vor allem aber exklusive Sportwagen aus der zweiten Hälfte des 20. Jahrhunderts. Ein Schwerpunkt der Restaurationstätigkeit liegt auf Ferrari (342 America, Dino 246 und 365 GTB/4 „Daytona“), wiederholt wurden aber auch Lamborghinis und De Tomasos bei Diomante wieder aufgebaut.